# Hannu Mikkola

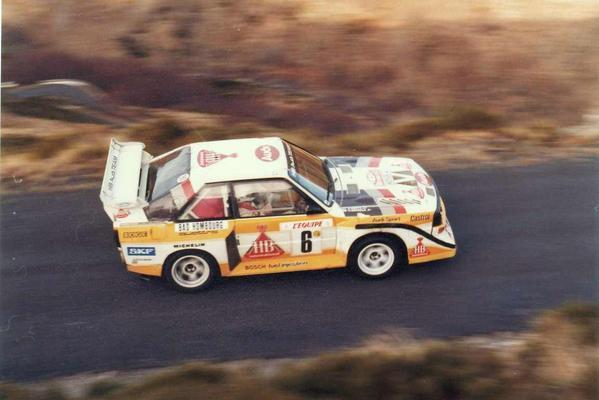
Hannu Mikkola podczas Rajdu Monte Carlo w 1986 r.

Hannu Mikkola (ur. 24 maja 1942 w Joensuu, zm. 26 lutego 2021) – fiński kierowca rajdowy, rajdowy mistrz świata z roku 1983.
Mikkola rozpoczął swoją karierę w 1963, startując samochodem Volvo, w roku 1966 został rajdowym wicemistrzem, a w 1968 mistrzem Finlandii. Jednak najważniejszym etapem dla Fina były lata 70 i 80. Był pierwszym kierowcą rajdowym, który przełamał dominację zawodników lokalnych i zwyciężył w jednym z najtrudniejszych rajdów świata – Rajdzie Safari – w roku 1972. W roku 1974 po raz kolejny zostaje mistrzem Finlandii, a w 1978 mistrzem Wielkiej Brytanii.
W roku 1979 został wicemistrzem świata, rok później powtórzył ten rezultat (oba sezony startując Fordem) i na sezon 1981 przeniósł się do zespołu Audi. W pierwszych dwóch latach ścigania się za kierownicą Audi, Fin był trzeci w klasyfikacji, jednak w roku 1983 wywalczył swój jedyny tytuł w mistrzostwach świata. Miał wtedy 41 lat i do dziś (2020) jest najstarszym mistrzem świata wśród kierowców. Mikkola został w zespole Audi do 1987 zdobywając po drodze jeszcze jedno wicemistrzostwo w 1984 roku, a na sezon 1988 przeniósł się do zespołu Mazdy. Zakończył karierę w 1991 roku, jednak jeszcze przez dwa lata zaliczał sporadycznie rajdy.
Hannu Mikkola wygrał w swojej karierze 18 rajdów zaliczanych do mistrzostw świata, w tym czterokrotnie Rajd Finlandii i czterokrotnie Rajd Wielkiej Brytanii. Czterdzieści cztery razy stawał na podium w rajdach WRC i wygrał w nich 666 odcinków specjalnych. Przez sześć sezonów (1978 – 1984) stawał na podium w klasyfikacji kierowców WRC. W swojej karierze wygrał 61 rajdów i był kierowcą fabrycznym takich zespołów jak: Volvo, Ford, Mercedes-Benz, Toyota, Audi, Mazda, Opel i Subaru. Był mężem Ajri, z którą miał troje dzieci. Mieszkał w West Palm Beach na Florydzie i w Finlandii.

## Zwycięstwa w rajdach WRC[2]
| #  | Rajd                          | Sezon | Pilot          | Samochód             |
| -- | ----------------------------- | ----- | -------------- | -------------------- |
| 1  | Rajd Finlandii                | 1974  | John Davenport | Ford Escort RS1600   |
| 2  | Rajd Maroka                   | 1975  | Jean Todt      | Peugeot 504          |
| 3  | Rajd Finlandii                | 1975  | Atso Aho       | Toyota Corolla       |
| 4  | Rajd Wielkiej Brytanii        | 1978  | Arne Hertz     | Ford Escort RS1800   |
| 5  | Rajd Portugalii               | 1979  | Arne Hertz     | Ford Escort RS1800   |
| 6  | Rajd Nowej Zelandii           | 1979  | Arne Hertz     | Ford Escort RS1800   |
| 7  | Rajd Wielkiej Brytanii        | 1979  | Arne Hertz     | Ford Escort RS1800   |
| 8  | Rajd Wybrzeża Kości Słoniowej | 1979  | Arne Hertz     | Mercedes 450 SLC 5.0 |
| 9  | Rajd Szwecji                  | 1981  | Arne Hertz     | Audi Quattro         |
| 10 | Rajd Wielkiej Brytanii        | 1981  | Arne Hertz     | Audi Quattro         |
| 11 | Rajd Finlandii                | 1982  | Arne Hertz     | Audi Quattro         |
| 12 | Rajd Wielkiej Brytanii        | 1982  | Arne Hertz     | Audi Quattro         |
| 13 | Rajd Szwecji                  | 1983  | Arne Hertz     | Audi Quattro A1      |
| 14 | Rajd Portugalii               | 1983  | Arne Hertz     | Audi Quattro A1      |
| 15 | Rajd Argentyny                | 1983  | Arne Hertz     | Audi Quattro A2      |
| 16 | Rajd Finlandii                | 1983  | Arne Hertz     | Audi Quattro A2      |
| 17 | Rajd Portugalii               | 1984  | Arne Hertz     | Audi Quattro A2      |
| 18 | Rajd Safari                   | 1987  | Arne Hertz     | Audi 200 Quattro     |